# 罗斯季斯拉夫一世·姆斯季斯拉维奇
罗斯季斯拉夫一世·姆斯季斯拉维奇（俄语：Ростисла́в I Мстисла́вич，约1110年—1167年3月17日），古罗斯王公，斯摩棱斯克王公（1125年－1160年），诺夫哥罗德王公（1153年），基辅大公（1154年，1159年－1167年）。他是斯摩棱斯克公王朝的始祖。

## 早年事迹
罗斯季斯拉夫·姆斯季斯拉维奇是基辅大公姆斯季斯拉夫一世·弗拉基米罗维奇之子，母亲为瑞典公主克里斯蒂娜。他的教名为米哈伊尔。他在年轻时跟随父亲参加了一系列战争。由于他很小就被安排到斯摩棱斯克当王公，公国的事务实际上完全由他的父亲姆斯季斯拉夫大公决定。在姆斯季斯拉夫与波洛茨克的王公开战时，罗斯季斯拉夫·姆斯季斯拉维奇作为侍从参加；他后来又参加了大公对楚德人、立陶宛人和波洛韦茨人的远征。1144年和1146年，罗斯季斯拉夫·姆斯季斯拉维奇两度出兵支持基辅大公弗谢沃洛德二世·奥利戈维奇与加利奇公爵弗拉基米尔科·沃洛达列维奇争夺沃伦公国。

## 他的统治
1146年弗谢沃洛德二世·奥利戈维奇大公去世后，罗斯于1140年代~1150年代陷入一片混乱。罗斯季斯拉夫·姆斯季斯拉维奇与其兄伊贾斯拉夫二世·姆斯季斯拉维奇同为激烈的王公内讧中的中心人物。罗斯季斯拉夫极力支持其兄反对苏兹达尔的王公尤里·多尔戈鲁基，以夺取基辅大公的公位。
1153年，在雅罗斯拉夫·伊贾斯拉维奇王公被诺夫哥罗德人驱逐后，罗斯季斯拉夫·姆斯季斯拉维奇被邀请到诺夫哥罗德去当王公。1154年，罗斯季斯拉夫·姆斯季斯拉维奇得知伊贾斯拉夫二世在基辅去世，于是把诺夫哥罗德的公位交给儿子达维德·罗斯季斯拉维奇，赶往基辅夺取大公之位。在得知被他们的王公抛弃之后，诺夫哥罗德人非常愤怒；他们赶走了达维德·罗斯季斯拉维奇，把尤里·多尔戈鲁基的儿子姆斯季斯拉夫·尤里耶维奇召来当王公。
罗斯季斯拉夫一世·姆斯季斯拉维奇在基辅的统治也没能保持。仅仅一周之后，他就被切尔尼戈夫王公伊贾斯拉夫三世·达维多维奇赶下台。
1159年，在伊贾斯拉夫三世被推翻后，罗斯季斯拉夫一世·姆斯季斯拉维奇再次成为基辅的统治者，直到他去世。
在罗斯季斯拉夫统治的最后一年，被他安置到诺夫哥罗德当王公的儿子斯维亚托斯拉夫·罗斯季斯拉维奇与市民发生矛盾。罗斯季斯拉夫·姆斯季斯拉维奇前往调解，在途中病倒；但他坚持来到诺夫哥罗德。在路过斯摩棱斯克时，他受到以前的臣民的欢迎。罗斯季斯拉夫成功地调节了双方的矛盾。他在归途中去世，遗体安葬在圣费奥多尔修道院。
罗斯季斯拉夫一世·姆斯季斯拉维奇是斯摩棱斯克主教教区的建立者。

## 子女
1. 羅曼·羅斯季斯拉維奇
2. 留里克·罗斯季斯拉维奇
3. 斯维亚托斯拉夫·罗斯季斯拉维奇
4. 达维德·罗斯季斯拉维奇
5. 姆斯季斯拉夫·羅斯季斯拉維奇
6. 亚罗波尔克·罗斯季斯拉维奇